# Комаягуа
Комая́гуа (ісп. Comayagua) — місто, адміністративний центр департаменту Комаягуа, Гондурасу. Відоме своєю багатою колоніальною архітектурою.

## Географія
Місто розташоване за 80 км на північний захід від міста Тегусігальпа, на висоті 594 м над рівнем моря..

## Клімат
| Кліматограма Комаягуа | Кліматограма Комаягуа | Кліматограма Комаягуа | Кліматограма Комаягуа | Кліматограма Комаягуа | Кліматограма Комаягуа | Кліматограма Комаягуа | Кліматограма Комаягуа | Кліматограма Комаягуа | Кліматограма Комаягуа | Кліматограма Комаягуа | Кліматограма Комаягуа |
| --- | --------------------- | --------------------- | --------------------- | --------------------- | --------------------- | --------------------- | --------------------- | --------------------- | --------------------- | --------------------- | --------------------- |
| С | Л                     | Б                     | К                     | Т                     | Ч                     | Л                     | С                     | В                     | Ж                     | Л                     | Г                     |
| 59 23 16 | 41 25 16              | 41 28 17              | 56 30 18              | 210 28 19             | 297 27 19             | 207 27 19             | 292 27 19             | 377 27 19             | 272 25 18             | 122 23 17             | 74 23 16              |
| Середня макс. і мін. температури повітря (°C) Атмосферні опади (мм), за рік : 2048 мм. Джерело: «Climate-Data.org» (англ.) |                       |                       |                       |                       |                       |                       |                       |                       |                       |                       |                       |

## Історія
Комаяґуа була заснована в 1537 році, за наказом намісника Юкатану дона Франсіско де Монтехо, капітаном Алонсо де Касересом, як Санта-Марія-де-ла-Консепсьйон-де-Комайаґуа.. 
У 1557 році король Філіп II надав Комаяґуа титул міста, і стратегічне міста положення дозволило йому за кілька років стати центром церковної та цивільної влади, економічним і культурним центром. Місто було столицею провінції Комаяґуа генерал-капітанства Ґватемала віцекоролівства Нова Іспанія протягом усього колоніального періоду.
Місто було столицею провінції Комаяґуа у складі Сполучених Провінціях Центральної Америки та Федерації Центральної Америки з 1 липня 1823 року по 22 листопада 1824 року. Після здобуття Гондурасом незалежності президент Марко Авреліо Сото переніс столицю країни до міста Теґусіґальпа 30 жовтня 1880 року.

## Галерея

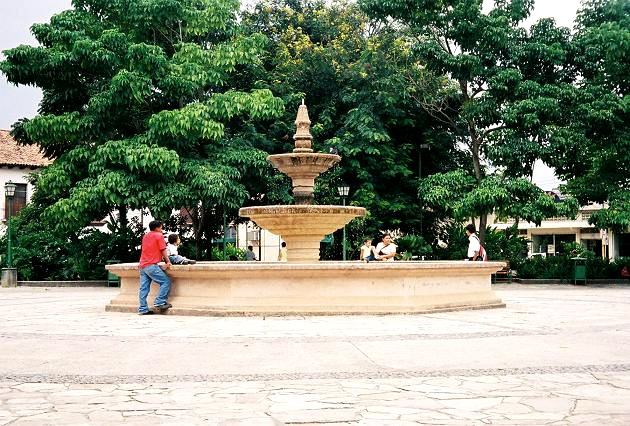
Центральна площа міста, фонтан перед Катедральним собором
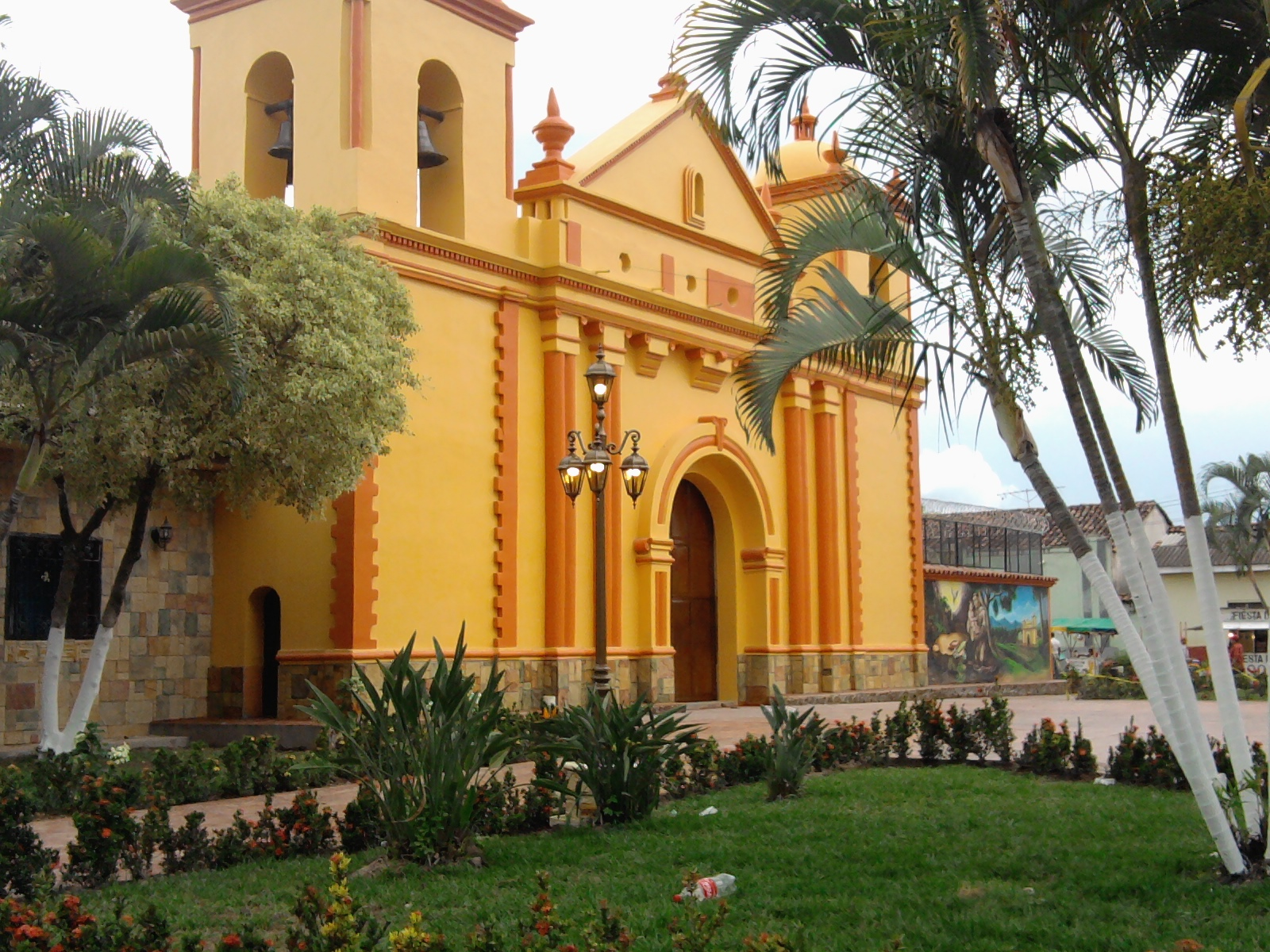
Церква святого Антонія Падуанського
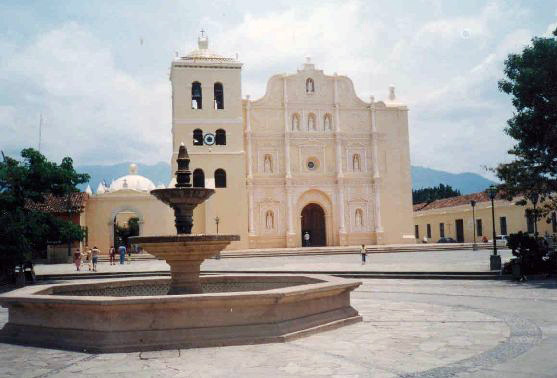
Катедральний собор Непорочного Зачаття Діви Марії (1715 р.)
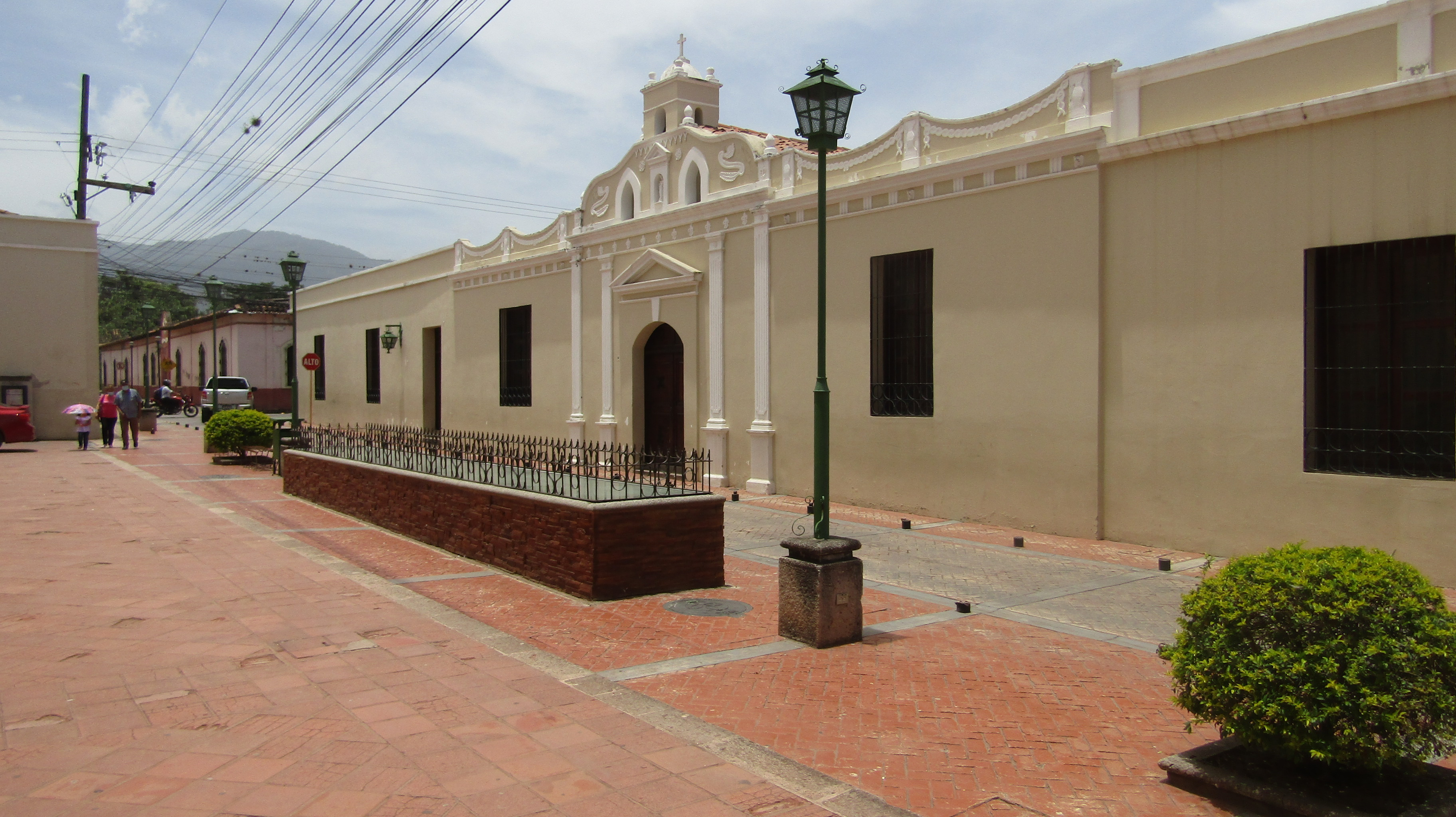
Єпископський палац
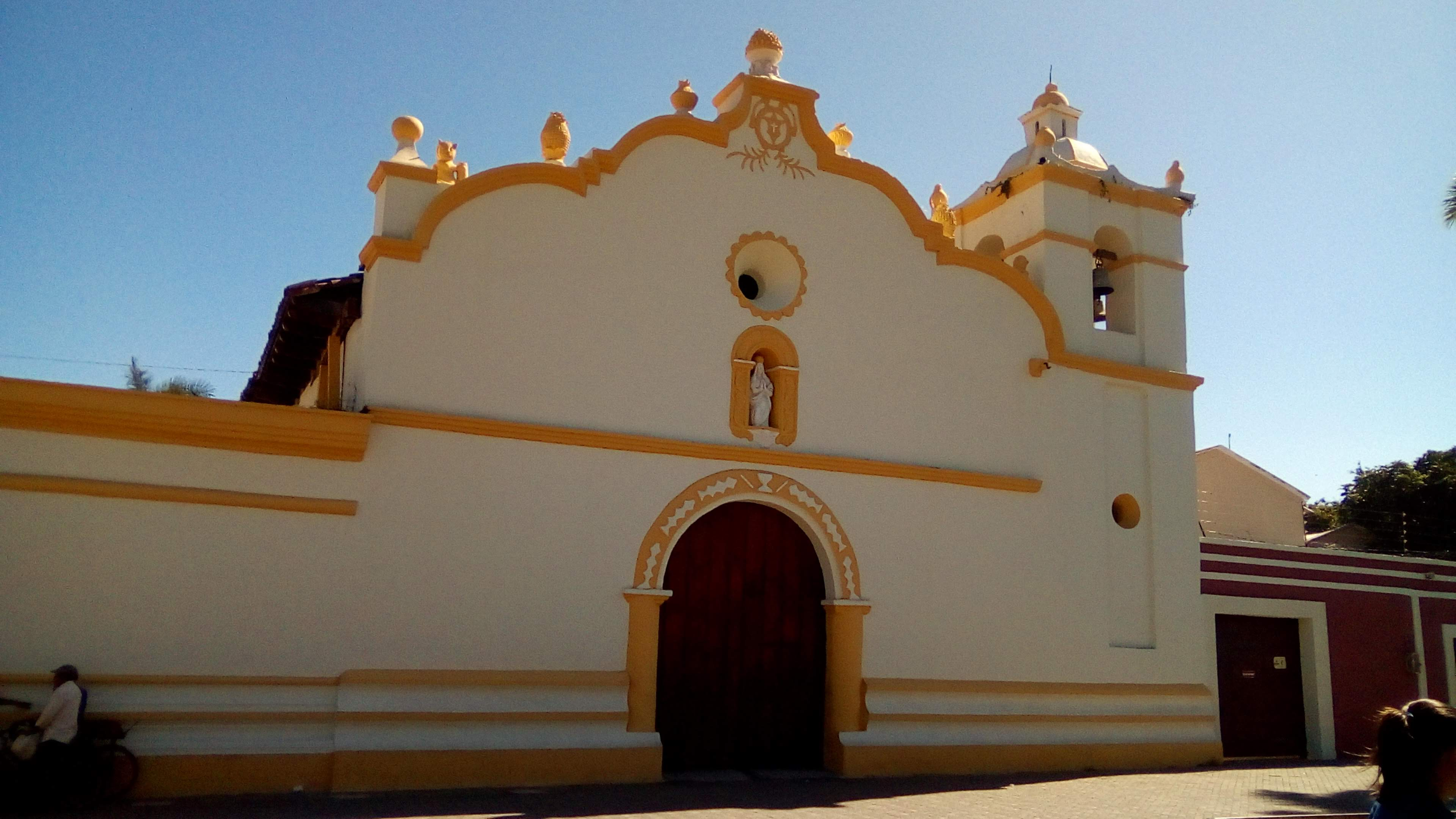
Церква Богородиці Милосердної (1550 р.)
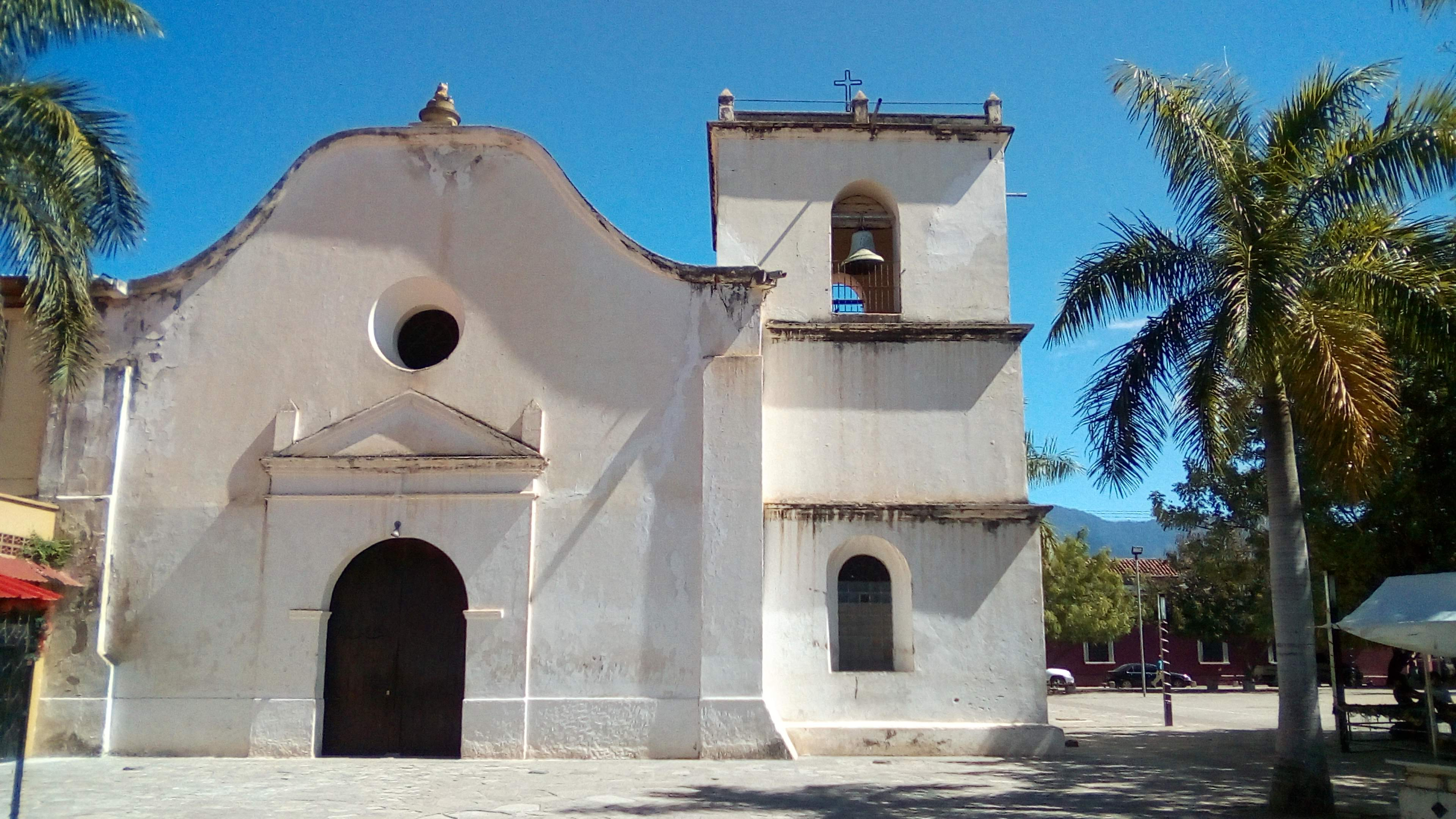
Церква святого Франциска (1560 р.)